# Acapulco (Costa Rica)
Acapulco es un distrito del cantón de Puntarenas, en la provincia de Puntarenas, de Costa Rica.

## Historia
Acapulco fue creado el 18 de junio de 1999 por medio de Decreto Ejecutivo 28000-G.

## Geografía
Acapulco cuenta con un área de 110,91 km² y una altitud media de 112 m s. n. m.

## Demografía
Para el año 2022, Acapulco cuenta con una población estimada de 2015 habitantes, y para el último censo efectuado, en 2011, Acapulco contaba con una población de 1296 habitantes.

## Transporte

### Carreteras
Al distrito lo atraviesan las siguientes rutas nacionales de carretera:
- Ruta nacional 1
- Ruta nacional 606